# Dalot (génie civil)
Pour les articles homonymes, voir Dalot.

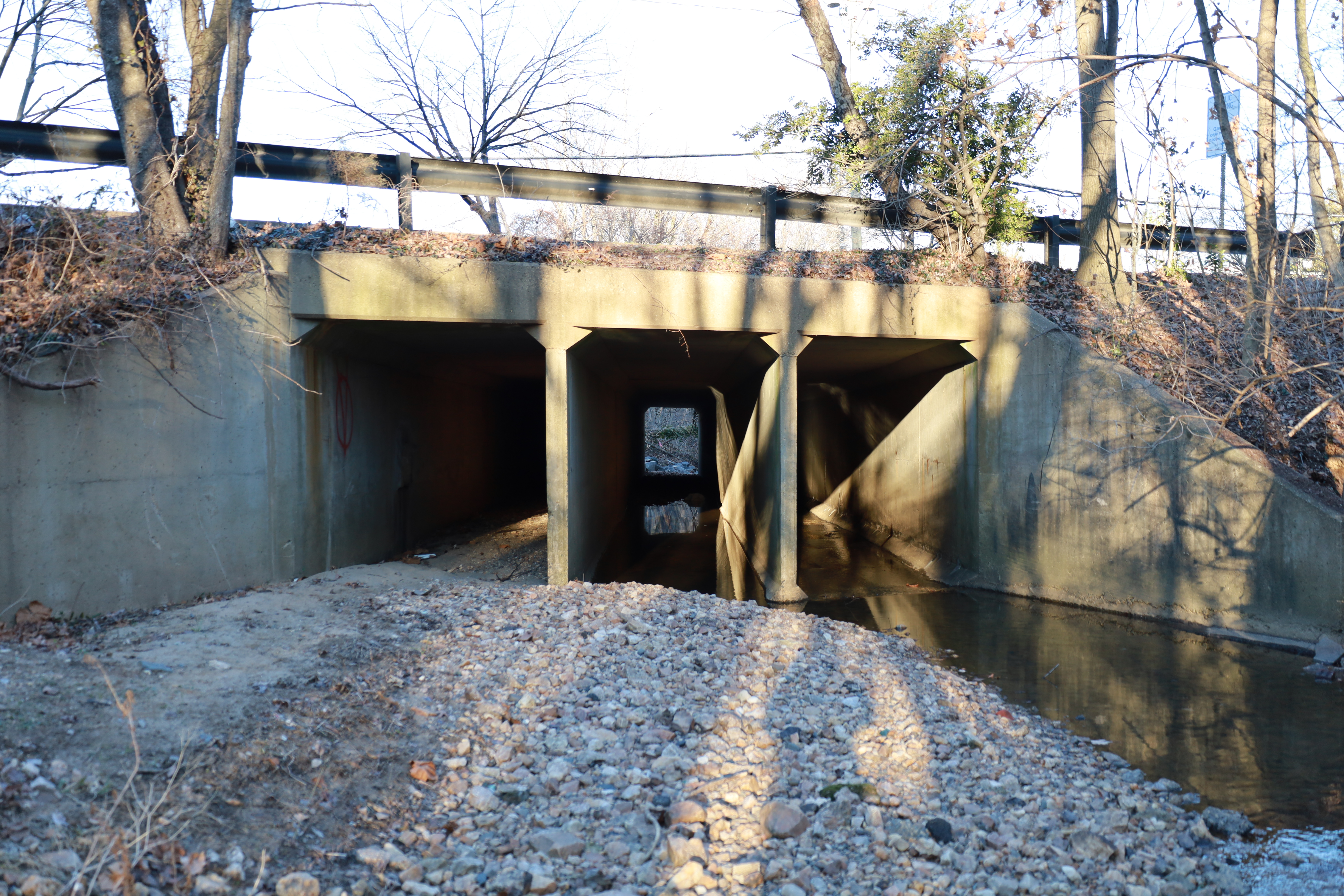
Dallot en béton (USA). Celui-ci est constitué d'une dalle inférieure légèrement inclinée (radier), de deux murs de tête et deux piedroits (verticaux) qui soutiennent la dalle supérieure (tablier) sur laquelle est aménagée une route. A droite et gauche sont visibles deux murs en aile soutenant le remblai.

Le dalot (encore écrit daleau), en génie civil, désigne un petit canal recouvert d'une dalle, un élément de caniveau ou un ouvrage hydraulique semi-enterré, sorte de petit aqueduc en maçonnerie placé sous les remblais des routes ou des voies ferrées. Les travaux de terrassements routiers ou ferroviaires au XIXe siècle, bien avant l'essor autoroutier récent, ont généralisé ces équipements permettant l'écoulement des eaux, conçus de façon parfois temporaire, au long des voies.
Le dalot est rectangulaire alors que la buse d'écoulement est circulaire. Les dalots et buses sont des ponceaux.
Le terme technique à l'origine issu du génie maritime  gestation lente au XIVe siècle (voir Dalot (navire)), il est aussi employé dans l'artillerie et surtout le génie civil. Il y nomme un petit canal dallé servant à l'écoulement des eaux ou parfois un petit aqueduc en ciment ou en maçonnerie de moellons pour les pieds-droits, éventuellement recouvert d'une dalle. Le dalot facilite souvent l'écoulement des eaux à travers les remblais peu élevés.

## Étymologie

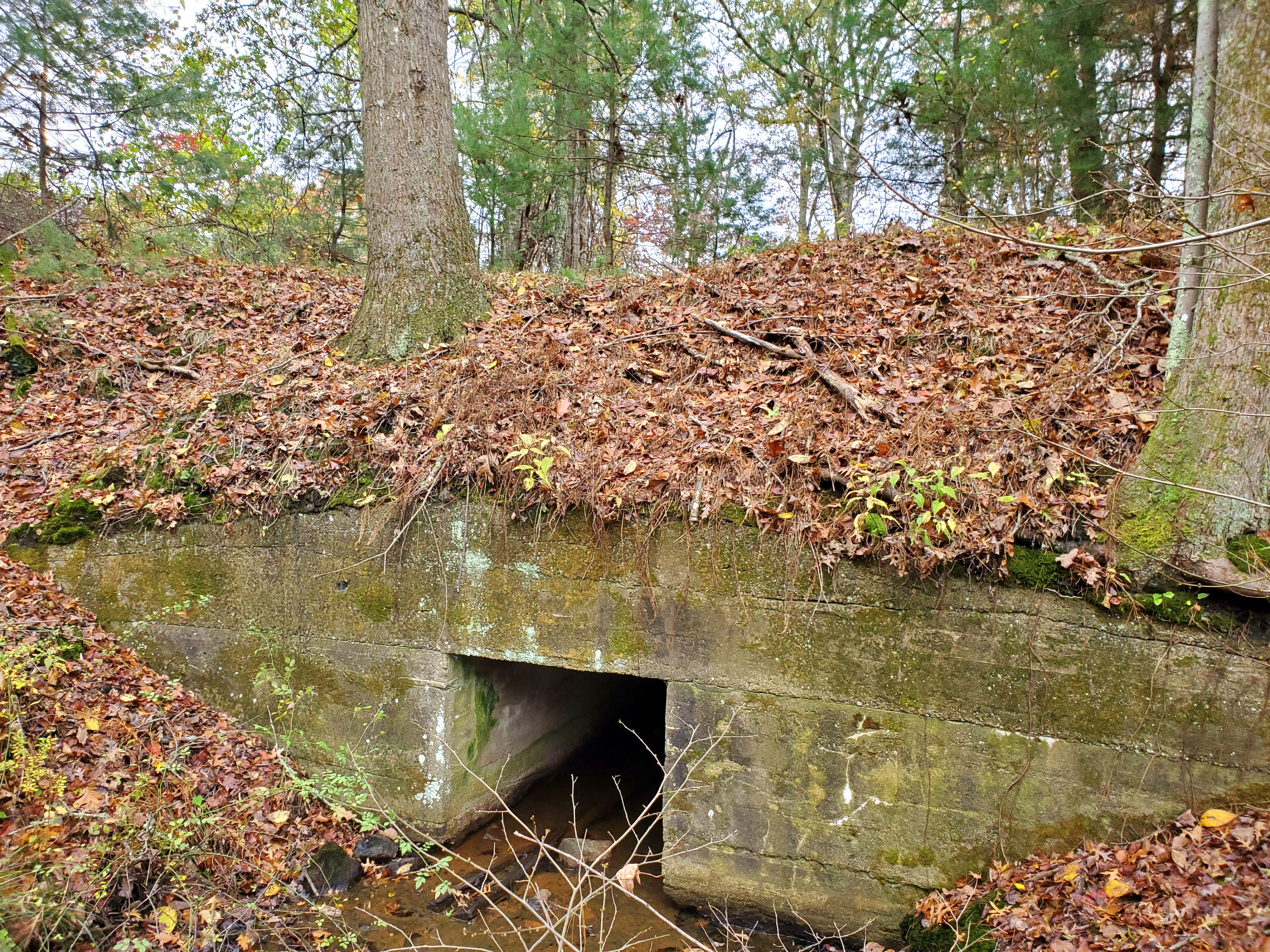
Dallot, USA

Le terme dalot est souvent présenté comme un diminutif. Pourtant il n'existe nulle parenté évidente et moderne avec la dalle, planche creusée en canal et servant de conduite, ou planche servant à couvrir ou protéger un tuyau. La dalle, gouttière sur le pont d'un navire destinée à conduire l'eau vers le dalot est nommée leading board en anglais. Ce sens d'auget en bois et plus tardivement en métal, servant à conduire un liquide, est d'ailleurs second en français, le premier sens étant une tablette peu épaisse, une plaque, une table ou forme tabulaire rocheuse.
Le mot dalle est entré tardivement dans la langue française : il provient des dialectes normands et picards du XIVe siècle. Un dal ou une dalle désigne une variété  de gouttière ou prend parfois un sens précis, ainsi le mot normand dalle, attesté en 1331, dénomme trivialement un évier. Dalot, le terme technique maritime précis, apparaît en 1382 dans le compte du Clos des galées de Rouen. Dalot, écrit alors dallot, est aussi plus tardivement attesté en 1690 dans le dictionnaire de l'Académie française qui le présente d'emblée en simple diminutif tardif. 
Quelques linguistes[Lesquels ?] supposent que les dialectes de la rive méridionale de la Manche ont emprunté le mot au néerlandais dal, qui désigne une planche ou une pierre plate légèrement creusée destinée à l'écoulement des eaux. Le Trésor de la langue française suppose de façon plausible une origine commune et plus lointaine : le nordique daela, soit une gouttière ou rigole pour l'écoulement des eaux à bord d'un navire ou sur la terre ferme ravinée, a engendré les multiples variantes dialectales de dal(le, ot, eau, o) sur les rivages de la mer du Nord et de la Manche. 
L'essor des langues véhiculaire dans ce même espace bordier est plus tardif. Les termes techniques de quelques vigoureux dialectes ont pu être adoptés. Ce sont les cas séparés de dalle et dalot en France. La langue pragmatique d'outre-Manche n'en a pas eu besoin. Le terme anglais correspondant à dalot, scupper, souvent employé au pluriel, montre expressément le danger des orifices d'écoulement qui ne sont que des trous, donc des entrées ou voies d'eau possibles. 
Le mot dalle a été employé communément dans l'aménagement forestier, une dalle humide désignant précocement un couloir de flottage, comme dans la première industrie sucrière, où il s'agit d'un conduit ouvert ou bassin dans lequel passe le liquide jusqu'au moment où viscosité et consistance croissantes empêchent l'écoulement de la matière.
Le mot technique français dalot n'est pas en Europe occidentale le seul en continuité avec le premier monde maritime nordique et germanique. En particulier, le vieux norois imprégnant les dialectes des rivages de Normandie médiévale a laissé : bâbord, tribord, quille, étrave, équipage (équiper, équipe)... Et les legs du vieil anglo-saxon les mots si communs nord (en anglais north), sud (south), bateau (proche de boat) sans oublier l'ancien frison qui a fourni hareng saur.

## Images

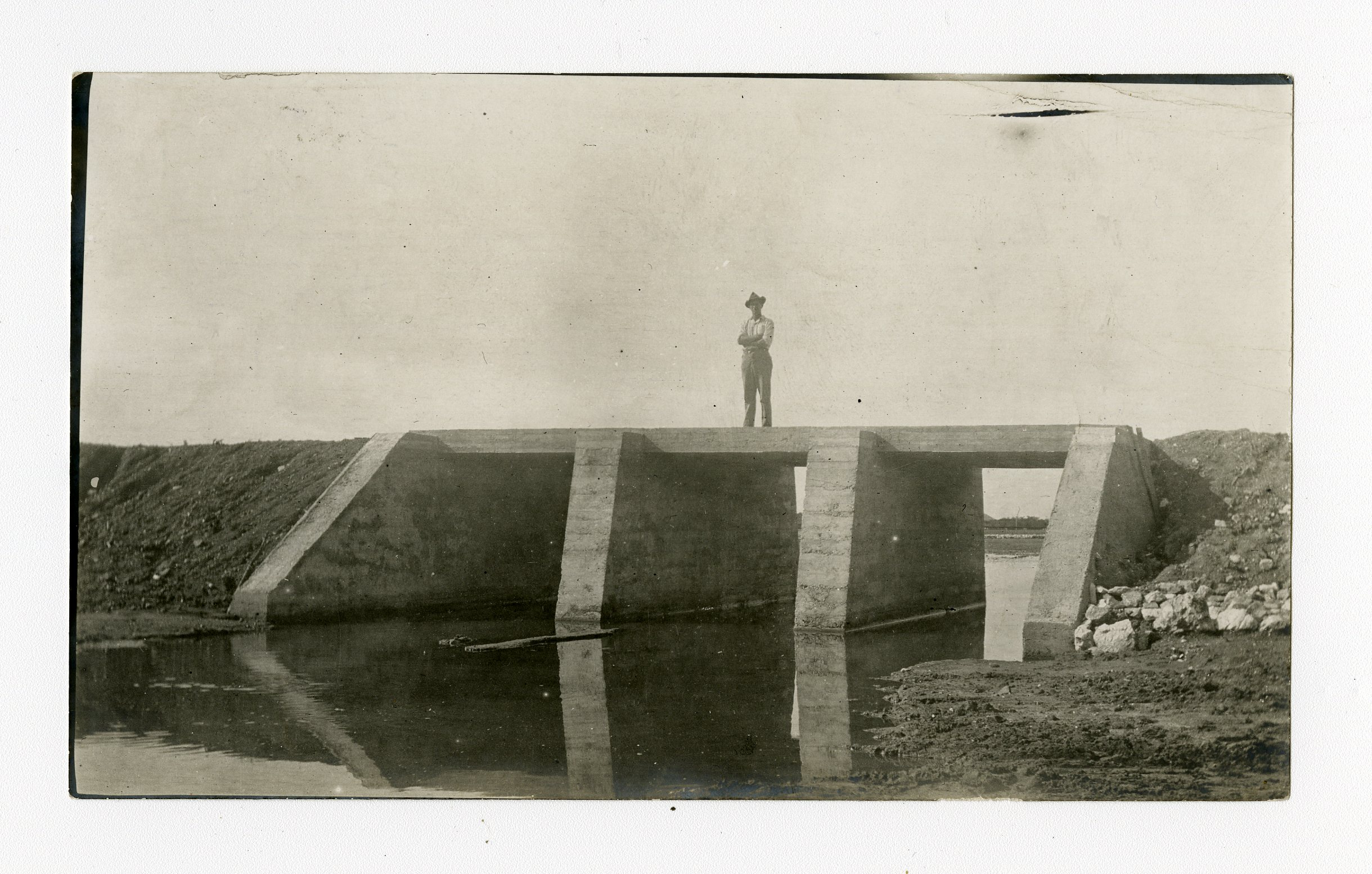
Dallot en béton, 1975, USA
Dallot en béton, USA
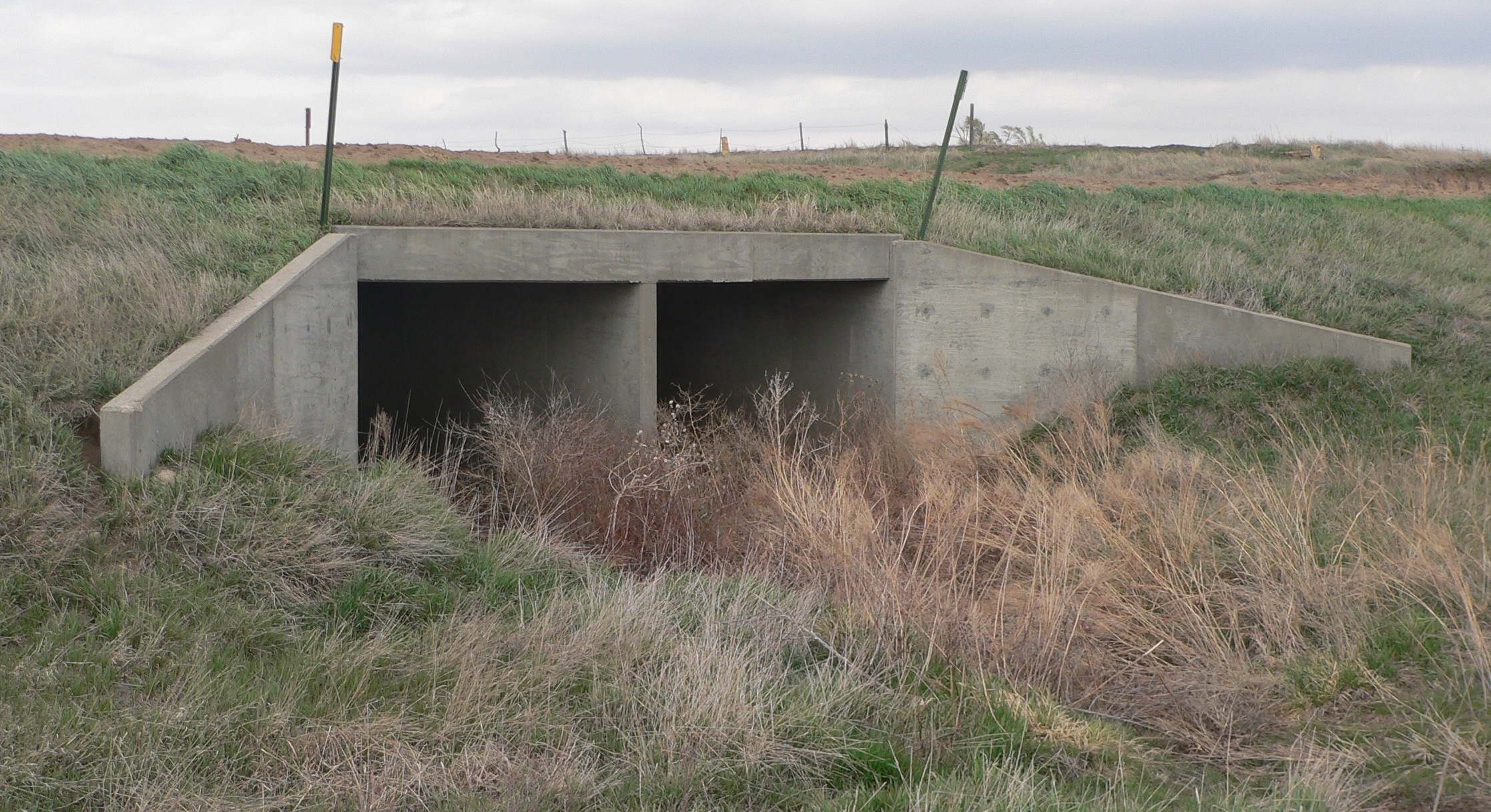
Dallot en béton, USA